# Бушилов, Михаил Иванович
Михаил Иванович Бушилов (1924—1974) — подполковник Советской Армии, участник Великой Отечественной войны, Герой Советского Союза (1944).

## Биография
Родился 17 ноября 1924 года в деревне Исаковка (ныне — Островский район Костромской области) в крестьянской семье. Окончил семь классов школы в селе Островское, после чего поступил на курсы трактористов. Окончив их, работал в Семёновской машинно-тракторной станции Ивановской области. В августе 1942 года был призван на службу в Рабоче-крестьянскую Красную Армию. Окончил танковую школу. С марта 1943 года — на фронтах Великой Отечественной войны. Принимал участие в Курской битве. К декабрю 1943 года гвардии старшина Михаил Бушилов был механиком-водителем танка «Т-34» 67-го гвардейского танкового полка 19-й гвардейской механизированной бригады 8-го гвардейского механизированного корпуса 1-й гвардейской танковой армии 1-го Украинского фронта. Отличился во время освобождения Украинской ССР.
Экипаж танка «Т-34» под командованием гвардии лейтенанта Петра Гриболева, где был механиком-водителем Бушилов, неоднократно действовал в передовых отрядах в ходе наступления на Правобережной Украине. Во время отражения контратаки 30 вражеских танков, умело маневрируя, за несколько минут боя сменил пять огневых позиций. Остальной экипаж в это время уничтожил 2 танка и сумел задержать атакующих до подхода основных подразделений. В конце декабря 1943 года полк, в который входил и танк Гриболева, был введён в прорыв на Бердичевском направлении. У одного из населённых пунктов на пути полка передовой отряд был встречен массированным огнём миномётов. Сумел прорваться в село и совместно с экипажем уничтожить батарею и расчёты. Танк был подожжён, но поля боя экипаж не покинул, успешно завершив боевую задачу. 28 декабря 1944 года в бою за город Казатин Винницкой области танк Гриболева первым в полку ворвался в город и уничтожил 4 танка, 5 САУ «Фердинанд», 3 тяжёлых орудия, 250 автомашин, около 150 вражеских солдат и офицеров.
Указом Президиума Верховного Совета СССР «О присвоении звания Героя Советского Союза генералам, офицерскому, сержантскому и рядовому составу Красной Армии» от 10 января 1944 года за «образцовое выполнение боевых заданий командования на фронте борьбы с немецко-фашистскими захватчиками и проявленные при этом отвагу и геройство» был удостоен высокого звания Героя Советского Союза с вручением ордена Ленина и медали «Золотая Звезда» за номером 2074. 23 февраля 1944 года награды Бушилову и Гриболеву были вручены на торжественном построении командующим армией Михаилом Катуковым.
После окончания войны продолжил службу в Советской Армии. В 1946 году он окончил Ульяновское танковое училище, в 1964 году — курсы «Выстрел». В 1967 году в звании подполковника был уволен в запас. Проживал в Одессе, работал в местном областном военном комиссариате. Умер 16 мая 1974 года.
Был также награждён орденами Отечественной войны 2-й степени и Славы 3-й степени, а также рядом медалей.